# Frix
Frix (sau Phrixus) a fost în mitologia greacă fiul lui Athamas și al Nephelei. Fiind persecutat, împreună cu sora sa Hele, de către mama lor vitregă Ino, care voia să-i ucidă, Frix a fugit împreună cu Hele încălecând pe un berbec înaripat cu Lâna de Aur, pe care-l primiseră în dar de la Nephele. Purtată cu repeziciune prin văzduh, Hele a amețit, a căzut de pe spinarea animalului și s-a înecat în apele mării, care de atunci îi poartă numele: Hellespont.